# 黑蝴蝶 / 被微風吹着
《黑蝴蝶 / 被微風吹着》（ブラックバタフライ / 風に吹かれて）是日本女子偶像組合Juice=Juice的第4张单曲，於2014年7月30日由hachama發售。。

## 概要
- 《黑蝴蝶 / 被微風吹着》是Juice=Juice是第三張2A單曲。
- 此單曲有6個版本，分別有初回生產限定盤A、B、C、D和通常盤A、B。「初回生產限定盤A」和「初回生產限定盤C」收錄了《黑蝴蝶》的PV和Making；「初回生產限定盤B」和「初回生產限定盤D」收錄了《被微風吹着》的PV和Making。
- 8月11日於Oricon公信榜單曲週榜取得第4名。

## 收錄内容

### CD（初回生產限定盤A、C、通常盤A）
1. 黑蝴蝶
（作詞、作曲：淳君 編曲：平田祥一郎）
2. 被微風吹着
（作詞、作曲：淳君 編曲：平田祥一郎）
3. 黑蝴蝶（Instrumental）
4. 被微風吹着（Instrumental）

### CD（初回生產限定盤B、D、通常盤B）
1. 被微風吹着
2. 黑蝴蝶
3. 被微風吹着（Instrumental）
4. 黑蝴蝶（Instrumental）

### DVD

#### 初回生產限定盤A
1. 黑蝴蝶（PV）

#### 初回生產限定盤B
1. 被微風吹着（PV）

#### 初回生產限定盤C
1. 黑蝴蝶（Dance Shot Ver.）
2. Making of

#### 初回生產限定盤D
1. 被微風吹着（Dance Shot Ver.）
2. Making of

## 外部連結
- Juice=Juice官方網站 （页面存档备份，存于）（日語）
- 《黑蝴蝶》MV （页面存档备份，存于）
- 《被微風吹着》MV （页面存档备份，存于）